# Serie B 1959/1960
Soutěžní ročník Serie B 1959/1960 byl 28. ročník druhé nejvyšší italské fotbalové ligy. Konal se od 20. září 1959 do 19. června 1960. 
Nejlepším střelcem se stal italský hráč Giuseppe Virgili (Turín), který vstřelil 21 branek.

## Události
Nováčci ze 3. ligy bylo Catanzaro a Ozo Mantova a z nejvyšší ligy sestoupil Turín a Triestina. Začalo se v novém formátu a to že postup i sestup se týkal tří týmů. Poprvé v 2. lize hrál šestinásobný mistr ligy Turín. Ten vyhrál soutěž v posledním kole, když měl o jeden bod více než druhé Lecco, které i tak slavilo historický první postup do Serie A. Třetím postupujícím se stal Sicilský klub Catania, které mělo lepší koncovku než Triestina.
O sestup se také hrálo do posledního kola a hrálo je celkem sedm týmů. Nejhůře dopadlo Cagliari a Modena. O třetím sestupujícím se muselo rozhodnou mezi Monzou, Benátkami a Tarantem, které se utkalo mezi sebou na neutrálním hřišti. Nakonec sestoupilo Taranto.

## Účastníci
| Klub              | Město                    | Stadion                      | Trenér                                                                                    | Minulá sezona                            |
| ----------------- | ------------------------ | ---------------------------- | ----------------------------------------------------------------------------------------- | ---------------------------------------- |
| Benátky           | Benátky                  | Stadio Pierluigi Penzo       | Giovanni Costanzo                                                                         | 9. místo v Serii B                       |
| Brescia           | Brescia                  | Stadio Mario Rigamonti       | Carlo Alberto Quario                                                                      | 13. místo v Serii B                      |
| Cagliari          | Cagliari                 | Stadio Amsicora              | Stefano Perati (1.–28. kolo) Carlo Rigotti                                                | 4. místo v Serii B                       |
| Catania           | Catania                  | Stadio Cibali                | Carmelo Di Bella                                                                          | 16. místo v Serii B                      |
| Catanzaro         | Catanzaro                | Stadio Nicola Ceravolo       | Piero Pasinati                                                                            | 1. místo ve skupině B v Serii C (postup) |
| Como              | Como                     | Stadio Giuseppe Sinigaglia   | Hugo Lamanna                                                                              | 7. místo v Serii B                       |
| Lecco             | Lecco                    | Stadio Rigamonti             | Angelo Piccioli                                                                           | 3. místo v Serii B                       |
| Marzotto Valdagno | Valdagno                 | Stadio dei Fiori             | Osvaldo Fattori                                                                           | 14. místo v Serii B                      |
| Messina           | Messina                  | Stadio Giovanni Celeste      | Bruno Arcari                                                                              | 10. místo v Serii B                      |
| Modena            | Modena                   | Stadio Alberto Braglia       | Renzo Magli                                                                               | 14. místo v Serii B                      |
| Novara            | Novara                   | Stadio Enrico Patti          | Ivano Corghi (1.–2. kolo) Giuseppe Mainardi + Ambrogio Baira (3.–17. kolo) Carlo Facchini | 10. místo v Serii B                      |
| Ozo Mantova       | Mantova                  | Stadio Danilo Martelli       | Edmondo Fabbri                                                                            | 1. místo ve skupině A v Serii C (postup) |
| Parma             | Parma                    | Stadio Ennio Tardini         | Guido Mazzetti (1.–28. kolo) Mario Genta                                                  | 18. místo v Serii B                      |
| Reggiana          | Reggio Emilia            | Stadio Comunale Mirabello    | Luigi Del Grosso                                                                          | 4. místo v Serii B                       |
| Sambenedettese    | San Benedetto del Tronto | Stadio Fratelli Ballarin     | Alberto Eliani (1.–26. kolo) Leandro Remondini                                            | 16. místo v Serii B                      |
| Simmenthal-Monza  | Monza                    | Stadio "Città di Monza"      | Attilio Kossovel                                                                          | 7. místo v Serii B                       |
| Taranto           | Taranto                  | Stadio Valentino Mazzola     | Piero Andreoli (1.–19. kolo) Manlio Bacigalupo                                            | 12. místo v Serii B                      |
| Triestina         | Terst                    | Stadio Comunale              | Guglielmo Trevisan                                                                        | 17. místo v Serii A (sestup)             |
| Turín             | Turín                    | Stadio Filadelfia            | Imre Senkey (1.–34. kolo) Giacinto Ellena                                                 | 18. místo v Serii A (sestup)             |
| Verona            | Verona                   | Stadio Marcantonio Bentegodi | Guido Tavellin (1.–7. kolo) Guido Tavellin + Aldo Olivieri                                | 6. místo v Serii B                       |

## Tabulka
| Poř. | Tým               | Z  | V  | R  | P  | VG | OG | B  |
| ---- | ----------------- | -- | -- | -- | -- | -- | -- | -- |
| 1.   | Turín             | 38 | 16 | 19 | 3  | 44 | 21 | 51 |
| 2.   | Lecco             | 38 | 17 | 16 | 5  | 51 | 28 | 50 |
| 3.   | Catania           | 38 | 14 | 19 | 5  | 55 | 38 | 47 |
| 4.   | Triestina         | 38 | 15 | 16 | 7  | 49 | 32 | 46 |
| 5.   | Ozo Mantova       | 38 | 15 | 9  | 14 | 42 | 38 | 39 |
| 6.   | Reggiana          | 38 | 14 | 11 | 13 | 51 | 50 | 39 |
| 7.   | Brescia           | 38 | 11 | 16 | 11 | 35 | 38 | 38 |
| 8.   | Verona            | 38 | 12 | 13 | 13 | 49 | 45 | 37 |
| 9.   | Como              | 38 | 14 | 9  | 15 | 51 | 48 | 37 |
| 10.  | Catanzaro         | 38 | 11 | 15 | 12 | 41 | 40 | 37 |
| 11.  | Marzotto Valdagno | 38 | 12 | 13 | 13 | 37 | 40 | 37 |
| 12.  | Messina           | 38 | 15 | 7  | 16 | 35 | 38 | 37 |
| 13.  | Novara            | 38 | 13 | 9  | 16 | 38 | 40 | 35 |
| 14.  | Sambenedettese    | 38 | 11 | 12 | 15 | 38 | 47 | 34 |
| 15.  | Parma             | 38 | 9  | 16 | 13 | 38 | 50 | 34 |
| 16.  | Simmenthal-Monza  | 38 | 11 | 11 | 16 | 46 | 53 | 33 |
| 17.  | Benátky           | 38 | 9  | 15 | 14 | 34 | 42 | 33 |
| 18.  | Taranto           | 38 | 12 | 9  | 17 | 33 | 48 | 33 |
| 19.  | Modena            | 38 | 9  | 14 | 15 | 38 | 51 | 32 |
| 20.  | Cagliari          | 38 | 8  | 15 | 15 | 36 | 54 | 31 |

Poznámky
- Z = Odehrané zápasy; V = Vítězství; R = Remízy; P = Prohry; VG = Vstřelené góly; OG = Obdržené góly; B = Body
- za výhru 2 body, za remízu 1 bod, za prohru 0 bodů.
- kluby Simmenthal-Monza, Benátky a Taranto odehráli dodatečné zápasy o sestup (Play out).

|  | Postup do Serie A |
|  | Sestup do Serie C |

## Play out
Kluby Simmenthal-Monza, Benátky a Taranto odehráli dodatečné zápasy o sestup. Hrálo se systémem každý s každým na neutrální hřišti.

### Tabulka
| Poř. | Tým              | Z | V | R | P | VG | OG | B |
| ---- | ---------------- | - | - | - | - | -- | -- | - |
| 1.   | Simmenthal-Monza | 2 | 1 | 1 | 0 | 2  | 0  | 3 |
| 2.   | Benátky          | 2 | 1 | 0 | 1 | 4  | 4  | 2 |
| 3.   | Taranto          | 2 | 0 | 1 | 1 | 2  | 4  | 1 |

Poznámky
- Z = Odehrané zápasy; V = Vítězství; R = Remízy; P = Prohry; VG = Vstřelené góly; OG = Obdržené góly; B = Body
- za výhru 2 body, za remízu 1 bod, za prohru 0 bodů.

|  | Sestup do Serie C |

## Střelecká listina
| Pořadí | Jméno               | Klub             | Branky |
| ------ | ------------------- | ---------------- | ------ |
| 1.     | Giuseppe Virgili    | Turín            | 21     |
| 2.     | Giovanni Fanello    | Catanzaro        | 15     |
| 3.     | Paolo Mentani       | Novara           | 14     |
| 4.     | Pietro Fiorindi     | Taranto          | 13     |
| 4.     | Dimitri Pinti       | Reggiana         | 13     |
| 4.     | Renzo Uzzecchini    | Ozo Mantova      | 13     |
| 7.     | Carlo Dell'Omodarme | Como             | 12     |
| 7.     | Romano Taccola      | Triestina        | 12     |
| 9.     | Osvaldo Bagnoli     | Verona           | 11     |
| 9.     | Guido Macor         | Catania          | 11     |
| 9.     | Ugo Tomeazzi        | Simmenthal-Monza | 11     |